# Marjorie Joyner
Marjorie Joyner, nata Stewart (Monterey, 24 ottobre 1896 – Chicago, 27 dicembre 1994), è stata un'imprenditrice, parrucchiera e attivista statunitense, nota per essere stata la prima donna afroamericana a far registrare un brevetto.

## Biografia
Nata nella Virginia da un insegnante e discendente da relazioni tra schiavi e proprietari degli stessi, visse anche in Ohio durante l'infanzia. Nel 1912 si trasferì a Chicago insieme a sua madre. Nel 1916 fu la prima persona afroamericana a diplomarsi alla A.B. Moler Beauty School.
In poco tempo aprì il suo negozio da parrucchiera e incontrò Madam C. J. Walker, imprenditrice di successo del settore della cosmetica. La carriera di Joyner all'interno dell'impero della cosmetica di Walker progredì velocemente, sia come insegnante di cosmetica che come istruttrice per il reparto marketing e ideatrice di nuovi prodotti, dedicandosi anche alla ricerca di nuovi modi e metodi per migliorare l'esecuzione dei trattamenti cosmetici in sé.
Proprio alla ricerca di un miglioramento dell'esecuzione della permanente, Joyner ideò una macchina personalizzata, prendendo spunto dal modo di cucinare il "pot roast" (simile al Boeuf à la mode o al brasato) più velocemente, avvolgendo la carne in rotoli di carta. Dopo vari miglioramenti, tra cui l'aggiunta di un supporto per proteggere il cuoio capelluto, infine nel 1928 ottenne il brevetto #1,693,515, divenendo così la prima donna afroamericana a registrare un brevetto. L'apparato così ideato era una versione alternativa e migliorata di una già rivoluzionaria macchina ideata da Karl Nessler, l'inventore della permanente in sé, in Inghilterra a fine Ottocento e brevettata negli Stati Uniti nel 1925. Il brevetto fu di proprietà dell'impero Walker e la Joyner non ricevette quasi alcun compenso per l'invenzione.

Nel corso della vita divenne anche una nota attivista per il progresso e i diritti degli afroamericani: nel 1945 fondò insieme a Mary McLeod Bethune la United Beauty School Owners and Teachers Association, dedicata agli estetisti afroamericani e fu una consigliera del DNC, proponendo diversi miglioramenti legislativi in ambiti di lavoro riguardanti le donne afroamericane.

La macchina per la permanente brevettata nel 1928
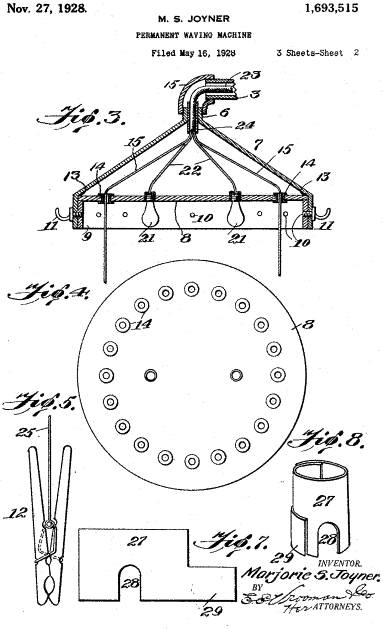
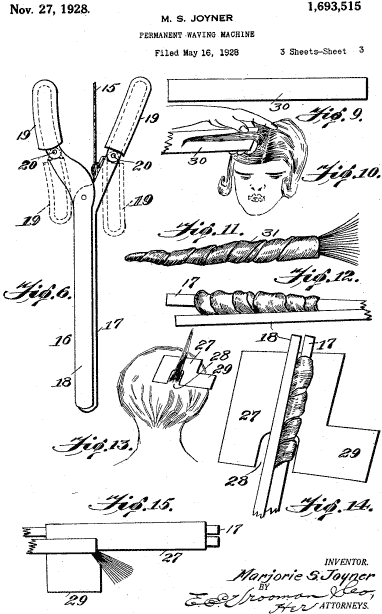
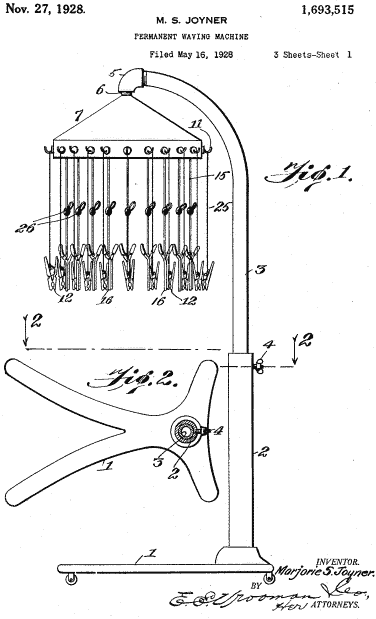